# Salix tengchongensis
Salix tengchongensis là một loài thực vật có hoa trong họ Liễu. Loài này được C.F. Fang miêu tả khoa học đầu tiên năm 1980.